# Punture di imenotteri
Le  punture di imenotteri (apidi e vespidi) rientrano nei casi di punture di insetti.
Mentre le vespe possono pungere più volte le vittime, le api nel corso della loro esistenza possono farlo una volta sola. Spesso tali insetti pungono quando si sentono minacciati o comunque, quando vengono disturbati da intrusi.

## Clinica
Le singole punture, dette non complicate, producono dolore immediato con qualche segno di edema locale e flogosi, entrambi iniziano a scomparire da poche ore successive all'evento; quando invece si subiscono un numero elevato di punture, nella persona si può riscontrare diarrea, vomito, dispnea, insufficienza renale, ipotensione ed edemi generalizzati.

## Trattamento
Prima di tutto bisogna estrarre gli eventuali pungiglioni rimasti conficcati nel corpo umano, evitando l'uso di pinze che possono al contrario aumentare la dose di veleno. Le zone interessate dalle punture  devono andare a  contatto con impacchi ghiacciati per rallentare l'azione del veleno.
Per alleviare il dolore e i fastidi è utile la somministrazione di analgesici, antistaminici e, nel caso di porzioni interessate del corpo molto estese, l'uso di steroidi per via orale.
L'anafilassi va trattata specificatamente con l'uso di adrenalina cloridrato, le persone punte dovrebbero essere monitorate, per controllo, e per essere sicuri che non ci siano casi di ricaduta, per 24 ore.